# Ewald Müller (Schriftsteller)
Ewald Müller (* 21. Januar 1862 in Drebkau; † 24. Mai 1932 in Cottbus) war ein deutscher Lehrer, Heimatdichter und Heimatforscher.

## Leben
Ewald Müller wurde 1862 geboren. Sein Vater war der Drebkauer Bäcker- und Konditormeister Ludwig Müller. Er besuchte in Cottbus das Gymnasium und später in Altdöbern das Lehrerseminar. Ab 1882 war er als Lehrer an verschiedenen Cottbuser Schulen tätig. 1884 veröffentlichte er seinen ersten Gedichtband Frühlingsblüten. Diesem sollten noch einige weitere folgen. Für den 1893 veröffentlichten Gedichtband Aus der Streusandbüchse erhielt er den Augsburger Schillerpreis. Neben Gedichten verfasste Müller auch eine Erzählung und zwei Bühnenstücke. Darüber hinaus veröffentlichte er eine Vielzahl von Sachtexten. Darin beschäftigte er sich vor allem mit seiner Lausitzer Heimat. Seine beiden Hauptwerke Das Wendentum in der Niederlausitz und Aus der Niederlausitzer Wendei haben die Sorben als Thema. Neben weiteren Sachbüchern verfasste er auch viele Beiträge in verschiedenen Heimatkalendern und Zeitschriften. Müller hatte brieflichen Kontakt zu verschiedenen bekannten Schriftstellern, darunter Gustav Freytag, Martin Greif, Paul Heyse, Hermann Lingg und Otto Roquette.
1932 starb Ewald Müller. Er wurde auf dem Cottbuser Nordfriedhof beerdigt.

## Nachwirkung

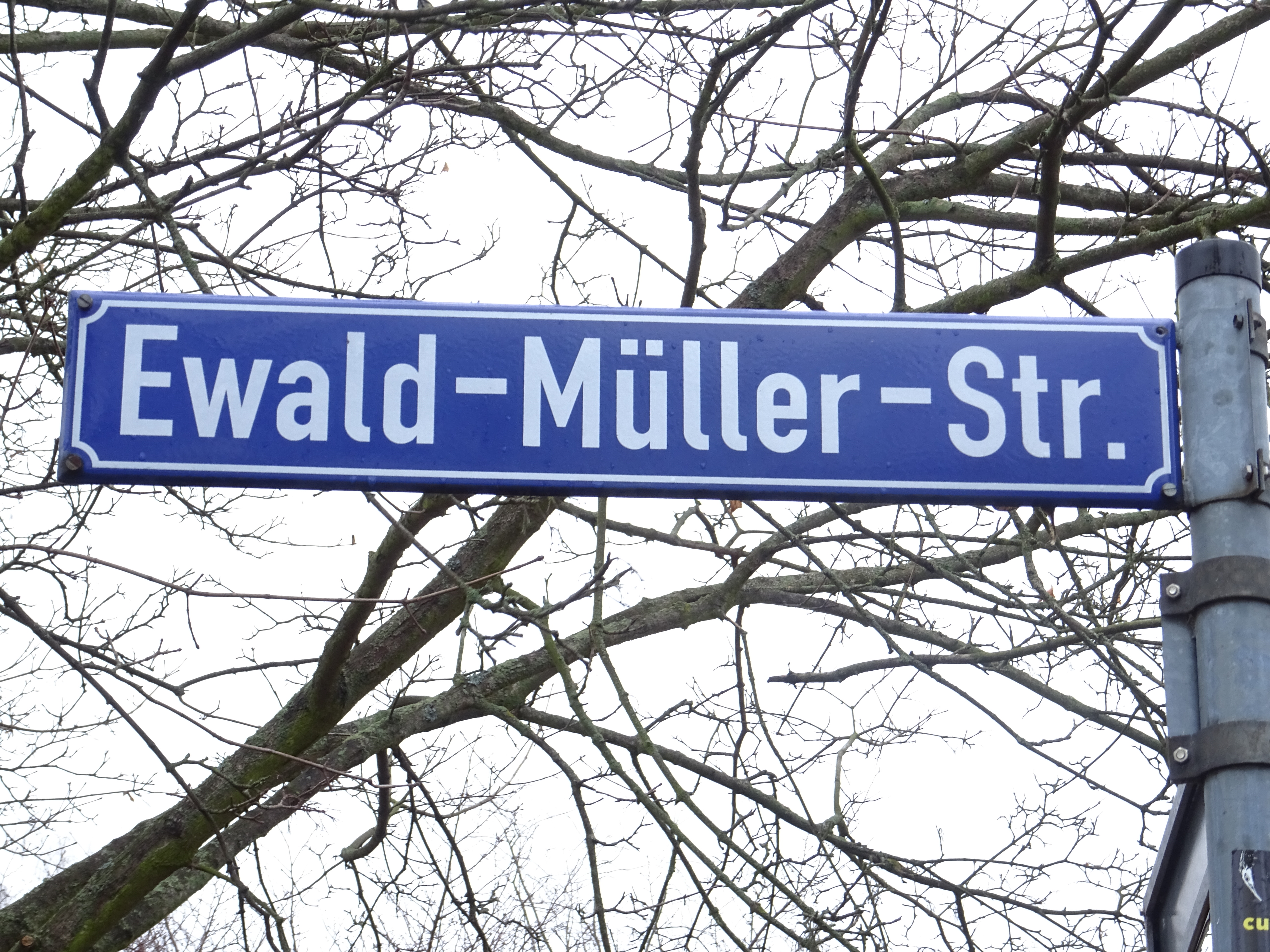
Straßenschild der Ewald-Müller-Straße in Cottbus

Anfang der 1990er Jahre wurde im Cottbuser Stadtteil Ströbitz eine vorher nach Johannes Dieckmann benannte Straße in Ewald-Müller-Straße umbenannt. Auch eine Haltestelle der Straßenbahnlinie 3 trägt diesen Namen.
2010 erschienen im Cottbuser Regia-Verlag Neuauflagen seiner Bücher Das Wendentum in der Niederlausitz und Aus der Niederlausitzer Wendei.

## Werke (Auswahl)
Epik, Lyrik und Dramatik
- Frühlingsblüten, Gedichtband, 1884.
- Verhaltene Gluten, Gedichtband, 1888.
- Morkusko: ein romantischer Sang vom Spreewald, Erzählung, 1891.
- Aus der Streusandbüchse, Gedichtband, 1893.
- Spreewaldgrüße, Gedichtband, 1901.
- Preis des Spreewalds, Gedichtband, 1912.
- Der heimliche König, Schauspiel, 1914.
- Heimat: Ausgewählte Gedichte, Gedichtband, 1923.
- Die Ansiedel, Schauspiel, 1927.

Sachtexte
- Das Wendentum in der Niederlausitz, 1893.
- Führer durch die Stadt Cottbus, 1901.
- Eine Radwanderung durch den Spreewald, 1913.
- Aus der Niederlausitzer Wendei, 1925.